# No-No-No-No-No/Verona Beat
No-No-No-No-No/Verona Beat è il settimo singolo del gruppo veronese cabarettistico I Gatti di Vicolo Miracoli pubblicato nel 1980 da Warner Bros. Records.

## Il disco
Il disco è l'ultimo pubblicato da I Gatti di Vicolo Miracoli nella classica formazione a quattro composta da Umberto Smaila, Jerry Calà, Nini Salerno e Franco Oppini. L'anno successivo, infatti, Calà abbandonerà il gruppo per intraprendere la carriera cinematografica solista.
Il brano No-no-no-no-no è la sigla del programma televisivo Crazy Bus, trasmesso da Rai 2 nella stagione 1980/1981, condotto da Milly Carlucci e Alfredo Papa con la partecipazione de I Gatti di Vicolo Miracoli in qualità di comici.
Il brano Verona Beat, già pubblicato come retro del singolo Discogatto nel 1979, viene utilizzato nei titoli di testa del film Arrivano i gatti del 1980.

## Tracce
Lato A
1. No-no-no-no-no

Lato B
1. Verona Beat

## Formazione
- Umberto Smaila
- Jerry Calà
- Nini Salerno
- Franco Oppini